# Villamalur
Villamalur è un comune spagnolo di 92 abitanti situato nella comunità autonoma Valenciana.